# Vorderstöcken
Vorderstöcken ist ein Gemeindeteil der Kreisstadt Kronach im Landkreis Kronach (Oberfranken, Bayern).

## Geographie
Der aus zwei Einzelsiedlungen bestehende Weiler liegt in Hanglage zum Tal des Fischbachs, der etwa einen halben Kilometer westlich vorbeifließt. Ein Anliegerweg führt nach Wötzelsdorf zur Kreisstraße KC 12 (0,9 km östlich).

## Geschichte
Gegen Ende des 18. Jahrhunderts gab es in Vorderstöcken 4 Anwesen. Das Hochgericht übte das bambergische Centamt Stadtsteinach aus. Grundherren waren das bambergische Kastenamt Stadtsteinach (1 halbes Gütlein), der Langheimer Amtshof (2 halbe Gütlein) und das Rittergut Fischbach (1 Gütlein).
Mit dem Gemeindeedikt wurde Vorderstöcken dem 1808 gebildeten Steuerdistrikt Fischbach und der 1818 gebildeten Ruralgemeinde Wötzelsdorf zugewiesen. Am 1. Januar 1972 wurde Vorderstöcken im Zuge der Gebietsreform in Bayern in die Gemeinde Fischbach eingegliedert, die ihrerseits am 1. Mai 1978 nach Kronach eingemeindet wurde.

### Einwohnerentwicklung
| Jahr      | 001818 | 001861 | 001871 | 001885 | 001900 | 001925 | 001950 | 001961 | 001970 | 001987 |
| Einwohner |        | 13     | 16     | 14     | 17     | 12     | 20     | 19     | 16     | 12     |
| Häuser    | 3      |        |        | 3      | 3      | 3      | 3      | 3      |        | 3      |
| Quelle    | [ 5 ]  | [ 7 ]  | [ 8 ]  | [ 9 ]  | [ 10 ] | [ 11 ] | [ 12 ] | [ 13 ] | [ 14 ] | [ 1 ]  |

## Religion
Der Ort ist evangelisch-lutherisch geprägt und nach St. Jakobus (Fischbach) gepfarrt.